# レプトリンコス
レプトリンコス (学名 Leptorhynchos) は絶滅したカエナグナトゥス科の恐竜の属の一つである。後期白亜紀の7500万年前から6600万年前に生息し、化石はアメリカ、モンタナ州、テキサス州西部、およびカナダ、アルバータ州南部の恐竜公園層、ヘルクリーク層、アグハ層から発見されている。

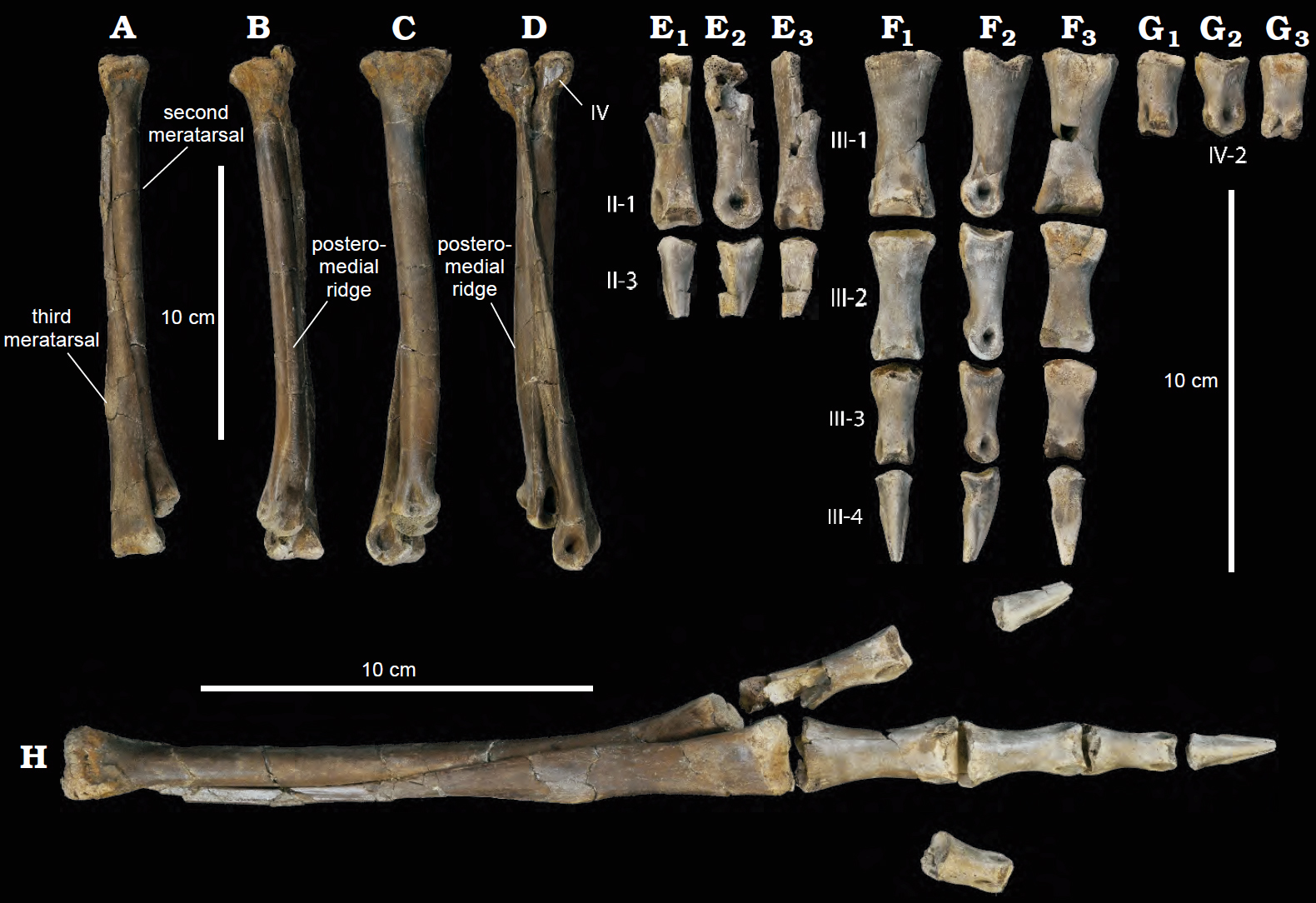
足の標本 TMP 2000.012.0008